# Глибченко Вадим Володимирович
Вади́м Володи́мирович Гли́бченко (нар. 1 квітня 1953, Київ — 12 липня 2000, Київ) — український архітектор. Лауреат Шевченківської премії (1983).

## Біографія
1983 року закінчив Київський інженерно-будівельний інститут. Працював у 1973—1986 роках в «Укрпроектреставрації», 1986—1990 — головний архітектор «Укрпрофспортпроекту», 1991—1995 — керівник управління спортивних споруд Центральної ради спортивного товариства «Колос». З 1995 року на творчій роботі.
Лауреат Шевченківської премії 1983 року — разом з Анатолієм Яворським, Іриною Іваненко, Львом Новиковим, Віталієм Шклярем, Аркадієм Хабінським, Євгеном Куликовим — за реставрацію у 1980—1982 роках Маріїнського палацу в Києві — пам'ятки архітектури XVIII століття.
Серед споруд: Володимирський собор-усипальниця адміралів російського флоту (Севастополь), Трьохсвятительська церква (Диканька Полтавської області), Одеська філармонія (колишня Біржа), Приморський бульвар — 1970-1980-ті роки, у співавторстві.
Під час реставрації Маріїнського палацу в Києві Глибченко був членом творчого колективу. Він брав участь у розробці ескізних проектів і робочих креслень багатьох видів проектних робіт. Вадим Володимирович творчо виконав креслення дерев'яних виробів — вікон і дверей, ліплення та декорування окремих приміщень, упорядкування території, фонтанів, головних і паркових дверей. Він також розробляв проекти інкрустованих паркетів і підлоги з мармуру.